# Ludovico Caputo
Padre Ludovico "Louis" Caputo SDV (Cassano Irpino, 3 de março de 1941) é presbítero católico professo da Sociedade das Divinas Vocações e educador ítalo-americano. Foi superior geral da Congregação Vocacionista entre 2000 e 2012.

## Biografia
Ludovico Caputo nasceu em Cassano Irpino, Avelino, Itália, o nono dos onze filhos de Antonia e Bartolomeu Caputo.
Em 15 de setembro de 1953, aos doze anos de idade, ele ingressou no Seminário de Pianura, onde conheceu o Pe. Justino Russolillo, fundador da congregação vocacionista. Ele fez sua profissão solene em 29 de outubro de 1959. Estudou Teologia na Pontifícia Faculdade Teológica de San Luigi, dos jesuítas, e, dois meses depois, foi enviado por seus superiores com seu confrade, Pe. Michele Vassallo, para a missão vocacionista nos Estados Unidos.
Concluiu seus estudos teológicos no seminário da Terceira Ordem Regular de São Francisco em Loretto, Pensilvânia e foi ordenado presbítero em Newark, Nova Jersey, em 27 de maio de 1967.
Enquanto trabalhava como pároco associado na Igreja de São Tiago em Penns Grove, Nova Jersey, ele deu continuidade aos seus estudos na Universidade de Glassboro, NJ, onde, em 1971, obteve licenciatura em Educação. Lecionou italiano e espanhol em escolas secundárias em Penns Grove e latim e espanhol em Carneys Point, NJ. Em agosto de 1973, foi transferido para Newark, onde trabalhou como pároco associado na Paróquia do Perpétuo Socorro. No mesmo período, lecionou inglês em escolas secundárias em Webster. Em 1977, ele foi nomeado ecônomo da Paróquia São Miguel e diretor da escola primária e secundária Saint Michael.
Entre 1974 e 1994, serviu como tenente-coronel do Exército dos Estados Unidos e recebeu vários prêmios e condecorações militares.
Em 1 de junho de 1989, foi eleito pároco da Paróquia São Miguel em Newark. Em 1995, ele realizou seu sonho de renovar a Reitoria de São Miguel, lar da comunidade religiosa dos padres vocacionistas. Durante seu tempo como pároco, ele também inaugurou o terceiro piso da escola. Publicou, em inglês, a vida do Bem-Aventurado Padre Justino e traduziu muitos de seus escritos, como O Devocional e A Ascensão.
Em 1985, Caputo começou a visitar a Nigéria desejando instalar uma nova missão vocacionista naquele país. Em 1991, seu sonho se concretizou. Acompanhado por seu co-irmão, Pe. Michele Vassallo, SDV, ele foi à Nigéria para servir alguns jovens que desejavam se consagrar. Posteriormente, ele ajudou a comprar um terreno e a construir um Vocacionário (como são chamados os seminários vocacionistas) na cidade de Operanadim, no Estado de Imo. Seu amor pelas vocações o impulsionaram a Thrissur, em Querala, Índia, onde ele abriu outro seminário. Ele também foi, por doze anos, secretário e ecônomo da Delegação dos Vocacionistas nos Estados Unidos.
Padre Caputo foi eleito padre geral da Sociedade das Divinas Vocações em 29 de julho de 2000, no XII capítulo geral da congregação, tornando-se o quarto sucessor do Padre Justino. Serviu por dois mandatos de seis anos, substituído em 2012 pelo Pe. Antônio Rafael do Nascimento, SDV. Hoje ele é vigário paroquial da Paróquia São Nicolau em Palisades Park, Nova Jersey. Ele tem restabelecido os grupos dos Apóstolos Vocacionistas da Santificação Universal e o dos Amigos do Padre Justino na paróquia. Também celebra missas em inglês, italiano e português.